# Premi Robert 2012
La 29ª edizione dei Premi Robert si è svolta a Copenaghen il 5 febbraio 2012.
Il film trionfatore è stato Melancholia di Lars von Trier, vincitore di dieci riconoscimenti, fra cui miglior film e miglior regista. En Familie di Pernille Fischer Christensen, che aveva raccolto il maggior numero di candidature (sedici), non ha invece conquistato nessun premio.

## Vincitori e candidati
I vincitori sono indicati in grassetto, a seguire gli altri candidati.
Miglior film
- Melancholia, regia di Lars von Trier
- En Familie, regia di Pernille Fischer Christensen
- Dirch, regia di Martin P. Zandvliet
- Superclásico, regia di Ole Christian Madsen
- Rosa Morena, regia di Carlos Augusto de Oliveira

Miglior film per ragazzi
- Frit fald, regia di Heidi Maria-Faisst
- Orla Frøsnapper, regia di Peter Dodd e Gert Fredholm
- Den Kæmpestore Bjørn, regia di Esben Toft Jacobsen
- Ronal Barbaren, regia di Thorbjørn Christoffersen, Philip Einstein Lipski e Kresten Vestbjerg Andersen
- Bora Bora, regia di Hans Fabian Wullenweber

Miglior regista
- Lars von Trier - Melancholia
- Carlos Augusto de Oliveira - Rosa Morena
- Martin P. Zandvliet - Dirch
- Ole Christian Madsen - Superclásico
- Pernille Fischer Christensen - En Familie

Miglior attore protagonista
- Nikolaj Lie Kaas - Dirch
- Anders W. Berthelsen - Superclásico
- Anders W. Berthelsen - Rosa Morena
- Jesper Christensen - En Familie
- Nicolas Bro - Beast

Miglior attrice protagonista
- Kirsten Dunst - Melancholia
- Barbara Garcia - Rosa Morena
- Frederikke Dahl Hansen - Frit fald
- Lena Maria Christensen - En Familie
- Tuva Novotny - ID:A

Miglior attore non protagonista
- Lars Ranthe - Dirch
- Alexander Skarsgård - Melancholia
- David Dencik - Rosa Morena
- David Dencik - Værelse 304
- Pilou Asbæk - En Familie

Miglior attrice non protagonista
- Charlotte Gainsbourg - Melancholia
- Adriana Mascialino - Superclásico
- Anne Louise Hassing - En Familie
- Anne Sofie Espersen - Frit fald
- Line Kruse - En Familie

Miglior sceneggiatura
- Lars von Trier - Melancholia
- Anders Frithiof August e Martin P. Zandvliet - Dirch
- Kim Fupz Aakeson e Pernille Fischer Christensen - En Familie
- Morten Kirkskov, Carlos Augusto de Oliveira e Jens Dahl - Rosa Morena
- Ole Christian Madsen e Anders Frithiof August - Superclásico

Miglior fotografia
- Manuel Alberto Claro - Melancholia
- András Nagy - Juan
- Jacob Ihre - En Familie
- Jesper Tøffner Rasmussen - Dirch
- Jørgen Johansson - Superclásico

Miglior montaggio
- Molly Malene Stensgaard - Melancholia
- Bodil Kjærhauge - ID:A
- Janus Billeskov Jansen e Anne Østerud - En Familie
- My Thordal - Beast
- Per Sandholt - Dirch

Miglior scenografia
- Jette Lehmann - Melancholia
- Peter Grant e Charlotte Garnov - Dirch
- Rasmus Thjellesen - En Familie
- Steffen Aarfing - Juan
- Søren Schwartzberg - Superclásico

Migliori costumi
- Stine Gudmundsen-Holmgreen - Dirch
- Cássio Brasil - Rosa Morena
- Manon Rasmussen - Melancholia
- Marie í Dali - Juan
- Signe Sejlund - En Familie

Miglior musica
- Sune Martin - Dirch
- Frithjof Toksvig - Rosa Morena
- Lulu Rouge - Frit Fald
- Nicklas Schmidt - Den Kæmpestore Bjørn
- Sebastian Öberg - En Familie

Miglior canzone
- Lille frk. Himmelblå di Jeppe Kaas - Dirch
- Catch the Straw di CODY - En Familie
- In the Open di Lulu Rouge e Alice Carreri Pardeihan - Frit Fald
- Barbarian Rhapsody di Mads Storm e Trond Clements - Ronal Barbaren
- A ésta invitación di Jonas Struck - Superclásico

Miglior sonoro
- Kristian Eidnes Andersen - Melancholia
- Hans Møller - Juan
- Hans Møller - Superclásico
- Johannes Elling Dam - Dirch
- Peter Schultz - En Familie

Miglior trucco
- Lis Kasper Bang - Dirch
- Anne Cathrine Sauerberg, Thomas Foldberg e Morten Jacobsen - En Familie
- Dennis Knudsen e Linda Boije af Gennäs - Melancholia
- Louise Hauberg - Juan
- Pernille Holm - Frit Fald

Migliori effetti speciali
- Hummer Højmark e Peter Hjorth - Melancholia
- David Ryberg Lessel e Dan Dirckinck-Holmfeld - Superclásico
- Søren Hvam e Johannes Sverrisson - ID:A
- Martin Riello, Martin Madsen e Christian Kitter - Magi i Luften
- Thomas Foldberg e Morten Jacobsen - Dirch

Miglior film statunitense
- Drive, regia di Nicolas Winding Refn
- Il cigno nero (Black Swan), regia di Darren Aronofsky
- Le avventure di Tintin - Il segreto dell'Unicorno (The Adventures of Tintin), regia di Steven Spielberg
- The Tree of Life, regia di Terrence Malick
- Un gelido inverno (Winter's Bone), regia di Debra Granik

Miglior film straniero non statunitense
- Il discorso del re (The King's Speech), regia di Tom Hooper
- Another Year, regia di Mike Leigh
- Il cavallo di Torino (A torinói ló), regia di Béla Tarr
- Uomini di Dio (Des hommes et des dieux), regia di Xavier Beauvois
- Una separazione (Jodāyi-e Nāder az Simin), regia di Asghar Farhadi

Miglior documentario
- Ambassadøren, regia di Mads Brügger
- ½ revolution, regia di Omar Shargavi
- Svend, regia di Anne Wivel
- Testamentet, regia di Christian Sønderby Jepsen

Miglior cortometraggio di finzione o d'animazione
- Girl in the Water, regia di Jeppe Rønde e Woo Ming Jin
- Bosporus, regia di Martin Werner
- At se sorg, regia di Martin Winther

Miglior cortometraggio documentario
- Den tid vi har, regia di Mira Jargil
- Gadnathistorier fra ondskabens akse, regia di Vibeke Bryld
- Mødet med min far Kasper Højhat, regia di Lea Glob

Premio Robert onorario
- Henning Carlsen